# Gjesing (Esbjerg)
 For alternative betydninger, se Gjesing. (Se også artikler, som begynder med Gjesing)
Gjesing er en bydel i Esbjerg, beliggende nord for Esbjerg Centrum.
Stednavnet "Gjesing" kan føres tilbage til 1606, hvor det hed Giessing, og kommer enten af mandsnavnet Gese, eller af dyrenavnet ged. Ved udskiftningen i 1788 fandtes der 16 gårde og 10 huse i bebyggelsen. De 3 var fæstede, og 4 ejedes af Ribe Hospital, medens resten var selvejergårde. Gårdene var samlet i tre bebyggelser, hvoraf de to, en øster- og en vesterby lå på hver sin side af et sidenhen afvandet engdrag. Ved udskiftningen var der kun plads til 15 af landsbyens gårde i Gjesing, hvorfor den sidste måtte flytte til de dengang uopdyrkede hedearealer ved Tarp.
I løbet af 1960'erne begyndte Bryndum sognekommune, derefter Gjesing Sogn og sidenhen Esbjerg Kommune at opkøbe landejendomme i Spangsbjerg-Gjesing området for at udstykke dem, og på den måde styre byudviklingen. I dag er hele området bebygget med parcelhusbebyggelse og boligblokke og de fleste, hvis ikke alle gårdene i den oprindelige landsby er i denne forbindelse efterhånden blevet nedrevet. Den store befolkningstilvækst betød også, at der på få år kom hele tre skoler i området, Gjesing Skole, Vestervangskolen og Blåbjerggårdskolen, hvoraf de to sidstnævnte i dag er lagt sammen i Vitaskolen på Vestervangsskolens lokaler. Den gamle Blåbjerggårdskolen bruges i dag som 10. klassecenter Studie 10, ungdomsskole og integreret vuggestue og børnehave Grøndlandsparken.
I Gjesing ligger også Gjesing Centeret, der i løbet af 2008 blev udvidet og ombygget til Esbjerg Storcenter. I området omkring Krebsestien og Grønlandsparken ved Gjesing Ringvej opføres Sirius Seniorby, som er en kommende bydel i bydelen, der skal stå færdig i foråret 2022.